# L'abella Maia i l'orbe daurat

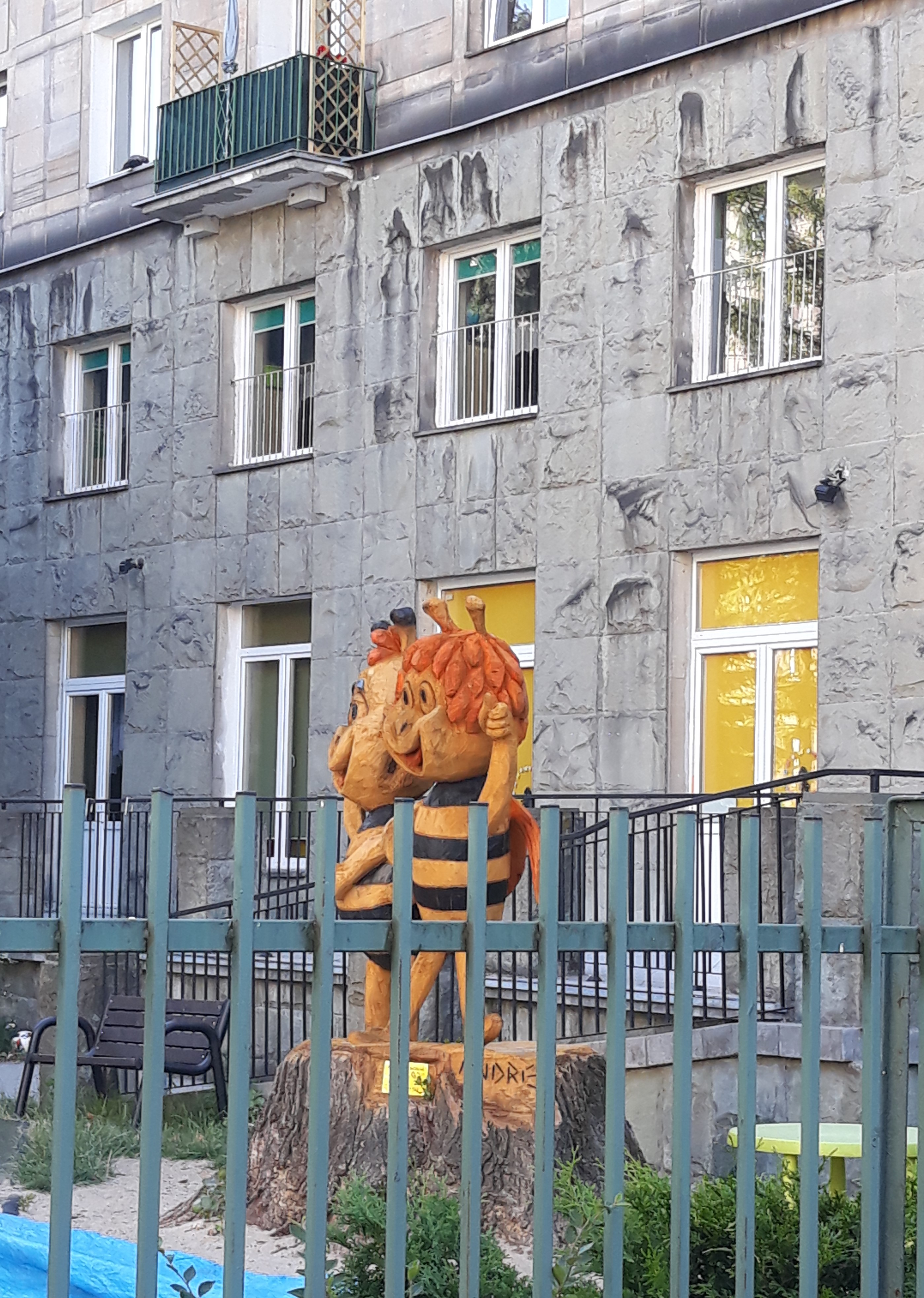
Escultures de fusta elaborades per Andrzej Zawadzki de l'abella Maia i Willi l'abellot a la llar d'infants núm. 70 de Varsòvia.

L'abella Maia i l'orbe daurat (títol original en anglès, Maya the Bee: The Golden Orb) és una pel·lícula d'animació aventures i comèdia del 2021 dirigida per Noel Cleary. S'ha doblat i subtitulat al català.
Basada en personatges de l'anime de 1975 L'abella Maia i el llibre infantil alemany Die Biene Maja und ihre Abenteuer de Waldemar Bonsels, la pel·lícula és una seqüela de la pel·lícula Maya the Bee: The Honey Games del 2018. Compta amb un repartiment de veus en anglès amb Coco Jack Gillies, Benson Jack Anthony, Frances Berry i Christian Charisiou. L'orbe daurat estava previst originalment per a ser estrenada a Austràlia el 17 de juny de 2020. Tanmateix, a causa de la pandèmia de la COVID-19, la pel·lícula es va posposar al 7 de gener de 2021.